# Gymnoscopelus
Los mictófidos antárticos son el género Gymnoscopelus, peces marinos de la familia mictófidos, distribuidos por el océano Antártico y las zonas adyacentes a él de los demás océanos.
Son especies pelágicas de aguas profundas que por la noche suben cerca de la superficie.

## Especies
Existen ocho especies válidas en este género:
- Gymnoscopelus bolini (Andriashev, 1962)
- Gymnoscopelus braueri (Lönnberg, 1905)
- Gymnoscopelus fraseri (Fraser-Brunner, 1931)
- Gymnoscopelus hintonoides (Hulley, 1981)
- Gymnoscopelus microlampas (Hulley, 1981)
- Gymnoscopelus nicholsi (Gilbert, 1911) - Mictófido de Nichol
- Gymnoscopelus opisthopterus (Fraser-Brunner, 1949)
- Gymnoscopelus piabilis (Whitley, 1931) - Mictófido